# 联邦首相府公共服务部
首相府，全称联邦首相府公共服务部（荷蘭語：Federale Overheidsdienst Kanselarij van de Eerste Minister），是比利时的一个联邦公共服务部，其协助首相领导和协调政府政策，与德国总理府相仿。